# Pardal collrogenc
El pardal collrogenc (Pyrgilauda ruficollis) és una espècie d'ocell de la família dels passèrids (Passeridae).

## Identificació
Aquests ocells fan uns 15 cm i són molt característics a la seva zona. De colors força brillants per a un pinsà de neu, els adults i els joves es distingeixen pel seu aspecte. Els adults tenen lorums negres i cares blanquinoses, excepte per la part posterior de les orelles, que és de color castany o marró vermellós, i els costats del coll. La resta del plomatge és de color marró clar, amb ratlles més fosques al mantell i als escapulars. Les ales tenen dues barres alars blanques formades per les puntes de les cobertores. Els joves són més pàl·lids que els adults, sense un patró facial ben definit.
Es pot confondre amb el Montifringilla blanfordi, però Pyrgilauda ruficollis té dues ratlles negres a la cara. També han evolucionat per tenir una taxa de metabolisme més alta que la majoria de les altres aus, una millor tolerància a les baixes temperatures i una major capacitat de moviment.

## Veu
Pyrgilauda ruficollis té una veu suau i una crida d'alarma castanyejant. També emet brunzits mentre vola.

## Comportament
És localment molt comú, generalment es troba a l'època de cria en estreta associació amb llebres de ratolí o piques, als caus dels quals cria i s'amaga. Quan s'acaba la temporada de reproducció, és més probable que es trobi en bandades petites, quan s'estén per una gran varietat de terrenys muntanyosos en companyia d'altres pinsans com els Montifringilla blanfordi.
El vol és feble i baix, i rarament de llargues distàncies. S'alimenta a terra, d'una varietat de petites llavors i insectes.

## Distribució i hàbitat
Es troba de manera natural al Tibet i a les zones adjacents de la Xina central i occidental, als prats temperats alpines i les estepes i els altiplans pedregosos; hiverna al sud fins a Uttarakhand, Nepal, Sikkim i Bhutan, de vegades fins a altituds més baixes. Per tant, es troba en prats d'estepa amples i oberts, pastures i prop d'assentaments humans.
Són principalment sedentaris, només fan moviments altitudinals irregulars com a resposta a condicions meteorològiques especialment dolentes i mai fan moviments de llarga distància.